# 알렉산더 데비온

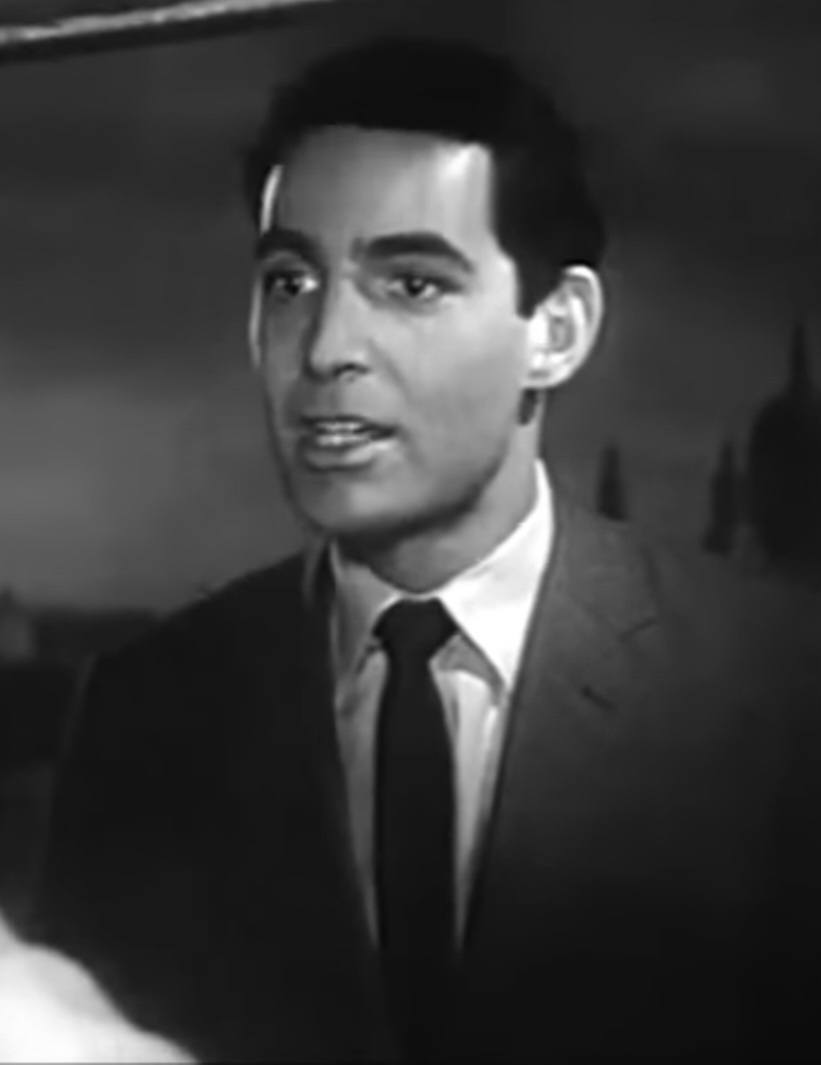

알렉산더 데비온(Alexander Davion, 1929년 1월 1일 ~ 2019년 9월 28일)은 텔레비전 배우이다.

## 영화
- 개선문 (1985년)
- 오델로 (1981년)
- 태양 제국의 멸망 (1969년)
- 인형의 계곡 (1967년)
- 썬더버드 알 고 (1966년)
- 좀비의 역병 (1966년) - 덴버 역
- 편집증 (1963년)
- 세인트(영어판) (1962년)
- 송 위다웃 엔드 (1960년)
- 더 굿 다이 영 (1954년)